# Kh型蒸汽机车
Х型蒸汽机车（俄语：Паровоз Х）是俄罗斯帝国铁路以及苏联铁路、东清铁路使用的一款货运蒸汽机车。

## 俄铁及苏铁Х型
Хм型蒸汽机车由美国鲍尔温机车厂于1895年和1898年到1900年间制造，共计235辆。在1900年之后，一部分Kh型蒸汽机车进行了现代化改造：加装蒸汽过热发生装置、锅炉被更换。俄罗斯帝国铁路也将这种经过改造的Kh型蒸汽机车称之为Хп型蒸汽机车。
Х型蒸汽机车亦包括Хм型蒸汽机车。该车型是由波特公司于1915年到1916年生产，且在协约国武装干涉俄国内战期间运抵俄罗斯。战后因为这款机车轴式与Х型蒸汽机车相同，且曾经在摩尔曼斯克铁路局服役，因此被称为Хм型。然而与Х型蒸汽机车相比，除了轴式和生产国相同以外，两款车型并没有共同之处。
1923年苏联成立初期尚有127台Х型蒸汽机车（包括Хм型蒸汽机车）；1940年时尚有26台机车；1955年最后一台机车退役。

## 东清铁路Х型

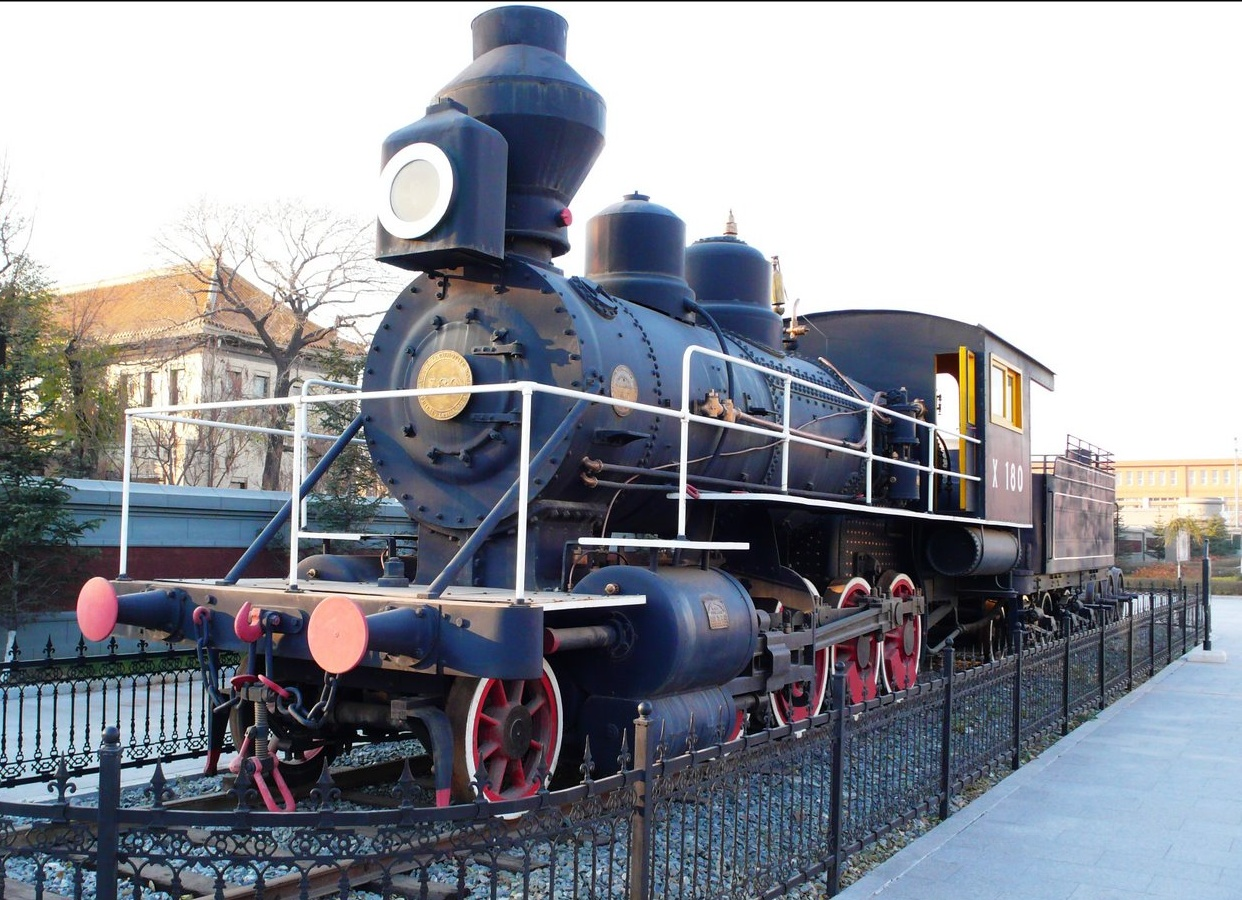
H型180号蒸汽机车在长春

东清铁路拥有121台Х型蒸汽机车。1931年九一八事變后，日军侵占黑龙江省，控制了除中东铁路以外的黑龙江地区各铁路。1932年，日本控制的傀儡政权满洲国成立，中東鐵路改由苏联與滿洲國合營，更名為北滿鐵路。苏联于1935年3月將北滿鐵路以1亿4千万日元卖给满洲国。满洲国有铁道接收了这些Х型蒸汽机车，并命名为SoriA(ソリA)。这些机车在八月风暴前后退役，而未被中华民国交通部以及后来的中华人民共和国铁道部接收。
2005年，在中国吉林省扶余县发掘了一台Х型180号蒸汽机车，这台机车曾经服役于东清铁路。目前该车保存于长春伪满皇宫博物院作静态展示。
關於H型180号蒸汽机车：

## 相关文献
- В.А. Раков. Паровозы серии Х // Локомотивы отечественных железных дорог 1845-1955. — 2-е,